# تین، استان پومرانی غربی
تین، استان پومرانی غربی (به لاتین: Tyń) یک منطقهٔ مسکونی در لهستان است که در Gmina Postomino واقع شده‌است.